# Jacob Laursen
Jacob Laursen (Vejle, 6 oktober 1971) is een voormalig voetballer uit Denemarken, die speelde als verdediger. Hij beëindigde zijn loopbaan in 2006 bij de Deense club Fredericia.

## Clubcarrière
Laursen begon zijn loopbaan in 1990 bij Vejle BK, waarna hij in 1992 overstapte naar Silkeborg IF. Met die club won hij een jaar later de Deense landstitel. Daarna vertrok hij naar het buitenland en speelde hij achtereenvolgens voor Derby County, Leicester City en Rapid Wien. Tussendoor kwam Laursen uit voor FC Kopenhagen en Aarhus GF.

## Interlandcarrière
Laursen speelde in totaal 25 officiële interlands voor Denemarken. Onder leiding van bondscoach Richard Møller Nielsen maakte hij zijn debuut op 8 januari 1995 in de wedstrijd tegen Saoedi-Arabië (0-2) in Riyad bij de strijd om de FIFA Confederations Cup, net als Michael Schjønberg (OB Odense) en Bo Hansen (Brøndby IF). Laursen nam met zijn vaderland tevens deel aan het EK voetbal 1996 en het WK voetbal 1998. In 1992 vertegenwoordigde hij Denemarken bij de Olympische Spelen in Barcelona, waar de Denen strandden in de groepsfase na twee gelijke spelen en één nederlaag.

## Erelijst
Silkeborg IF
- Deens landskampioen

1994
 Denemarken
- FIFA Confederations Cup

1995
 FC Kopenhagen
- Deens landskampioen

2001